# Научен филателистически клуб
Научният филателен клуб обединява филателистите в България, проявяващи подчертан научен интерес към филателията.
Основан е на 25 октомври 1937 г. и съществува до 1943 г. Председател на клуба е директорът на Народния археологически музей в София Рафаил Попов.
Клубът подпомага пощенската администрация в подбора на сюжетите за пощенски марки, осъществява връзки с чуждестранни сродни клубове и дружества, доставя филателни вестници, списания, каталози и други видове филателна литература.